# Lockout (film)
Lockout è un film del 2012 diretto da James Mather e Stephen St. Leger su un soggetto di Luc Besson.
Il film vede protagonisti Guy Pearce, Maggie Grace, Vincent Regan, Joseph Gilgun, Lennie James e Peter Stormare.
La maggior parte del film è stato girato a Belgrado in Serbia. Il film è stato distribuito il 13 aprile 2012 in America Settentrionale ed il 25 luglio 2012 in Italia.

## Trama
Nel 2079, a Snow, un ex-agente Cia condannato per un crimine che non ha mai commesso, viene offerta la libertà in cambio del recupero di Emilie, la figlia del Presidente USA, dalla prigione orbitale MS One, che è stata assaltata dai suoi detenuti.
Il recupero sarà ostacolato da Alex e dallo psicopatico Hydell.

## Accusa di plagio
Il regista americano John Carpenter promosse un'azione giudiziaria nei confronti degli autori di Lockout. L'accusa sosteneva che il film fosse un plagio della celeberrima pellicola di Carpenter: 1997: Fuga da New York, del 1981 (alla quale fece seguito, nel 1996, Fuga da Los Angeles). Nell'ottobre 2015 il Tribunale della grandi istanze di Parigi ha emesso un verdetto in favore di Carpenter e del suo co-sceneggiatore, Nick Castle, condannando l'Europacorp al risarcimento di 20000 € nei confronti di Carpenter, di 10000 € nei confronti di Castle e di 50000 € alla società detentrice dei diritti del film di Carpenter.
Besson ha in seguito presentato appello ed ha perso pure in questa sede, arrivando così a dover pagare una cifra di circa 500000 €

## Curiosità
- In una scena del film, Marion Snow (Guy Pearce) cita l'illusionista Harry Houdini, ruolo che lo stesso Guy Pearce ha interpretato nel film Houdini - L'ultimo mago, del 2007.
- In una scena del film dove viene attaccata la prigione c'è un chiaro riferimento al film Guerre stellari (1977) con l'assalto alla Morte Nera. Inoltre la forma della bomba usata per distruggere la prigione orbitante ha la forma del Millennium Falcon.